# Convento da Encarnação (Lisboa)
O Convento da Encarnação, Mosteiro da Encarnação das Comendadeiras de São Bento de Avis ou Recolhimento da Encarnação é um antigo convento localizado no Largo do Convento da Encarnação, freguesia de Arroios, em Lisboa.
Está classificado como Imóvel de Interesse Público desde 1996.
Na altura da sua construção, em 1630, no reinado de Filipe II de Portugal, os terrenos do local pertenciam a D. Aleixo de Meneses. As Comendadeiras da Ordem Militar de São Bento de Avis tinham então esse convento como refúgio. Alguns anos mais tarde, em 1643, na igreja do convento passou a funcionar a Irmandade das Escravas do Santíssimo Sacramento. Em 1734 sofreu um incêndio. O terramoto de 1755 destruiu parte do edifício, e as freiras foram realojadas para o convento de Santo Antão. A recuperação do edifício terminou em 1758 e as freiras regressaram.
Após a extinção das ordens religiosas em 1834, as Comendadoras Honorárias da Ordem de Avis mantiveram-se no local até à Implantação da República a 5 de Outubro de 1910.

## Exterior
Na fachada pode ser encontrado o brasão de armas da fundadora, D. Maria, filha de D. Manuel.